# 蝙蝠侠：电子游戏
《蝙蝠侠：电子游戏》（英語：Batman: The Video Game），是由Sun電子為紅白機、Game Boy、Mega Drive及PC Engine所開發的一組平台遊戲，都是以1989年同名蝙蝠俠電影《蝙蝠俠》改編而成。需然四個版本名稱相同，均為《蝙蝠侠》，但每個遊戲內容都有所不同。當紅白機版本最為著名，含有五個關卡，最後一關的場景設在哥譚大教堂的鐘樓劇情是蝙蝠侠與小丑進行最後對決。即使該版本對原電影劇情有所改變，但還是受到好評。而Mega Drive版本，則比其他版本更貼切電影情節，而其亦有能讓玩家控制蝙蝠車的關卡，但因遊戲太短，且不特別具挑戰性，而被IGN給予6/10的分數。

## 另見
- 蝙蝠俠 (1990年遊戲)

## 外部連結
- 莫比游戏上的《Batman: The Video Game (NES)》（英文）
- 莫比游戏上的《Batman: The Video Game (Game Boy)》（英文）
- 莫比游戏上的《Batman: The Video Game (Genesis)》（英文）
- 互联网电影数据库（IMDb）上《蝙蝠侠：电子游戏》的资料（英文）